# Huevo Bonbonnière
El huevo Bonbonnière es uno de los huevos Fabergé creados en el taller de Peter Carl Fabergé para el rico industrial ruso Alexander Kelch, quien se lo regaló a su esposa como regalo de Pascua en 1903. Debido a que no fue un regalo de un zar ruso a su zarina, no se considera un huevo de Fabergé "imperial", sino que, en este caso, se llama uno de los siete huevos "Kelch". Es el sexto huevo de esta serie. Una bonbonnière es una caja de dulces (lit. un portador de bombones ) en francés.

## Descripción
Está hecho de oro, diamantes, calcedonia, perlas, esmalte blanco transparente, y forrado de terciopelo. La apariencia del huevo prácticamente copia la del Huevo del palacio de Gatchina, realizado para el zar en 1901. La caja miniatura "sorpresa" dentro de la caja/huevo principal está hecha de ágata y ha sido decorada con piedras de talla brillante y un rubí cabujón. En su interior hay un colgante de oro y esmalte.